# 小原秀男
小原 秀男（こはら ひでお、1950年12月29日 - 2015年10月2日）は、広島県広島市佐伯区出身のサッカー選手・指導者。

## 来歴
広島県立広島工業高等学校卒業。3年時の1968年、同級の荒井公三らと全国高等学校サッカー選手権3位。ユース日本代表にも選ばれ第11回アジアユース選手権（AFCユース選手権）出場。この時の代表メンバーは18人中9人が広島出身者で、多くが日本サッカーリーグ（JSL）に進み、各チームの主力選手として活躍した。（詳細は崎谷誠一の項目を参照）。
高校を卒業後、1969年に東洋工業（現マツダ）へ入社、東洋工業サッカー部（のちのマツダSC、現サンフレッチェ広島）の選手として活躍した。攻撃の選手としてMF・FWとしてプレーし、現役晩年にはDFラインに入り守備陣をリードした。ミュンヘン五輪代表候補などにも選出され、1972年のJSLではアシストランキング4位（4アシスト）、1978年には古田篤良や渡辺由一らと共に天皇杯決勝進出に貢献した。
現役引退後、東洋工業コーチに就任、マツダSC時代もハンス・オフト監督のコーチとして活躍した。その後、広島県国体選抜（成年の部）監督、マツダオート広島サッカー部コーチ等を歴任し、当時中国サッカーリーグに所属していたマツダオートの2度（1986年・1988年）の日本サッカーリーグ(JSL)2部昇格に貢献した。
2002年、地元広島でMUNE広島FCコーチとして活動した。また、かつての名選手が数多く在籍する広島四十雀サッカークラブの監督も務める。
2010年、当時東海社会人リーグ所属のマルヤス工業/FCマルヤス岡崎監督に就任する。4年目の2013年、東海リーグ1部初優勝を飾るとともに、J3リーグの創設などの複数の要因のためチームをJFL昇格に導いた。ただJFA公認A級コーチジェネラルライセンス（日本サッカー協会指導者ライセンス参照）を持っていないためJFLでは指揮できないことから、2014年監督を退任しテクニカルアドバイザーに就任している。その後退任し帰郷。
2015年10月2日、病気療養中に死去。享年64 。

## 個人成績
| 国内大会個人成績 | 国内大会個人成績 | 国内大会個人成績 | 国内大会個人成績 | 国内大会個人成績 | 国内大会個人成績 | 国内大会個人成績 | 国内大会個人成績 | 国内大会個人成績 | 国内大会個人成績 | 国内大会個人成績 | 国内大会個人成績 |
| 年度             | クラブ           | 背番号           | リーグ           | リーグ戦         | リーグ戦         | リーグ杯         | リーグ杯         | オープン杯       | オープン杯       | 期間通算         | 期間通算         |
| 年度             | クラブ           | 背番号           | リーグ           | 出場             | 得点             | 出場             | 得点             | 出場             | 得点             | 出場             | 得点             |
| 日本             | 日本             | 日本             | 日本             | リーグ戦         | リーグ戦         | JSL杯            | JSL杯            | 天皇杯           | 天皇杯           | 期間通算         | 期間通算         |
| ---------------- | ---------------- | ---------------- | ---------------- | ---------------- | ---------------- | ---------------- | ---------------- | ---------------- | ---------------- | ---------------- | ---------------- |
| 1969             | 東洋             |                  | JSL              |                  |                  | -                | -                |                  |                  |                  |                  |
| 1970             | 東洋             |                  | JSL              | 11               |                  | -                | -                |                  |                  |                  |                  |
| 1971             | 東洋             |                  | JSL              |                  |                  | -                | -                |                  |                  |                  |                  |
| 1972             | 東洋             |                  | JSL1部           |                  |                  | -                | -                |                  |                  |                  |                  |
| 1973             | 東洋             |                  | JSL1部           |                  |                  |                  |                  |                  |                  |                  |                  |
| 1974             | 東洋             |                  | JSL1部           |                  |                  | -                | -                |                  |                  |                  |                  |
| 1975             | 東洋             |                  | JSL1部           |                  |                  | -                | -                |                  |                  |                  |                  |
| 1976             | 東洋             |                  | JSL1部           |                  |                  |                  |                  |                  |                  |                  |                  |
| 1977             | 東洋             |                  | JSL1部           |                  |                  |                  |                  |                  |                  |                  |                  |
| 1978             | 東洋             |                  | JSL1部           |                  |                  |                  |                  |                  |                  |                  |                  |
| 1979             | 東洋             |                  | JSL1部           |                  |                  |                  |                  |                  |                  |                  |                  |
| 1980             | 東洋             |                  | JSL1部           |                  |                  |                  |                  |                  |                  |                  |                  |
| 1981             | マツダ           |                  | JSL1部           |                  |                  |                  |                  |                  |                  |                  |                  |
| 通算             | 日本             | 日本             | JSL1部           | 182              | 13               |                  |                  |                  |                  |                  |                  |
| 総通算           | 総通算           | 総通算           | 総通算           | 182              | 13               |                  |                  |                  |                  |                  |                  |

## 参考資料
- 『日本サッカーリーグ全史』日本サッカーリーグ、1993